# Pitch axis theory
Pitch Axis Theory é uma técnica de composição musical utilizada na construção de progressões de acordes. A tônica, ou raiz, é usada como a nota de base, e escalas melódicas são escolhidas de acordo com os acordes que estão abaixo delas.
Esta técnica ficou famosa após o guitarrista virtuoso Joe Satriani usá-la em inúmeras composições, por amar o som que ela cria. Satch Boogie (originalmente interpretada apenas na quinta corda) é um bom exemplo de canção que utiliza esta técnica. Satriani a usa por
Além de Satriani, outros guitarristas como John Petrucci, Steve Vai, Marty Friedman, Michael Angelo Batio e Guthrie Govan também fazem uso desta técnica.

## Conceito
Os sete modos são todos ligados um ao outro por turnos diatônicos: C jônio (CDEFGABC) também é D dórico (DEFGABCD), E frígio (EFGABCDE) e assim por diante, até retornar para o Modo jônio C originais.
A teoria sugere que, para cada um dos modos, há cordas que a acompanham. Quando ocorrem esses certos acordes, implica uma mudança entre os modos.
A tabela abaixo mostra esta ligação entre acordes e modos.
| Modo                  | Acorde(s)                            |
| --------------------- | ------------------------------------ |
| Modo jônio            | Maj6, Maj7, , add9, sus2, sus4, maj9 |
| Modo dórico           | Min6, Min7, Minor, sus2, sus4        |
| Modo frígio           | Min7, Min7♭9, sus4                   |
| Modo frígio dominante | 7, 7♭9                               |
| Modo lídio            | Maj7, Maj7♯11, sus2, Maj9            |
| Modo mixolídio        | Dom7, Dom9, Dom11, add9, sus2, sus4  |
| Modo eólio            | Min7, Min9, Min11                    |
| Modo lócrio           | Min7♭5, Min7♭5♭9                     |

## Exemplos de Canções que usam a Técnica
- Lie - Dream Theater
- Satch Boogie - Joe Satriani
- Always With Me, Always With You - Joe Satriani
- Not of This Earth - Joe Satriani
- With Jupiter In Mind - Joe Satriani